# Allgemeiner Sportverein Dachau
L'Allgemeiner Sportverein Dachau è una società pallavolistica maschile tedesca, con sede nella città bavarese di Dachau. Attualmente milita in 2. Bundesliga, ma in passato ha vinto diversi titoli nazionali, e vanta apparizioni in competizioni europee.

## Storia
La squadra nacque come divisione di pallavolo della più grande Allgemeiner Sportverein Dachau e.V., società polisportiva fondata nel 1908 e che vanta più di 3.200 soci.
La formazione salì alla ribalta nazionale negli anni novanta, quando militò per diversi anni in 1. Bundesliga. Nella massima serie vinse due scudetti di fila, seguiti nel 1997 dal trionfo in Coppa di Germania.
Con la vittoria del titolo nazionale del 1995 acquisì il diritto di partecipare alla Coppa dei Campioni. L'esordio nella massima competizione europea è sfolgorante, e portò la formazione fino all'atto finale. Nella Final Four giocata a Bologna, però, venne sconfitta dalla Pallavolo Modena. Il titolo di vicecampione d'Europa permise alla squadra di qualificarsi ad un'altra competizione continentale, la Supercoppa europea. Anche in questa manifestazione raggiunse la finalissima, e a batterla fu un'altra squadra italiana, il Piemonte Volley.
Nonostante questi importanti risultati in Germania e in Europa, la formazione andò incontro ad una crisi finanziaria, che la fece retrocedere in seconda divisione, prima di riconquistare la massima serie. Una nuova crisi societaria avvenne nel 2002, e questa volta la squadra fu costretta a ripartire dalla Regionalliga. Negli anni successivi ha riconquistato un posto in 2. Bundesliga.

## Palmarès
- Campionato tedesco: 2

1994-95, 1995-96
- Coppa di Germania: 1

1996-97